# أوتو هارتمان
أوتو هارتمان (بالألمانية: Otto Hartmann)‏ هو عسكري ألماني، ولد في 11 سبتمبر 1884 في ميونخ في ألمانيا، وتوفي في 10 يوليو 1952 في ميزباخ في ألمانيا.